# Zentralzylinder

Schematischer Querschnitt durch eine dikotyledone Pflanzenwurzel mit beginnendem sekundärem Dickenwachstum

Der Zentralzylinder ist ein Begriff aus der Botanik. Er bezeichnet den zentralen Teil der Wurzel sowie der Sprossachse von Gefäßpflanzen. Nach außen folgt die primäre Rinde. In der Wurzel bildet das Pericambium (Perizykel) die äußerste Schicht des Zentralzylinders und grenzt diesen gegen die Endodermis, die innerste Rindenschicht, ab.
Der Zentralzylinder enthält Leitbündel (die sogenannte Stele), das Grundgewebe (Mark und Markstrahlen) und gegebenenfalls Festigungsgewebe (Sklerenchym).